# King Salmon
King Salmon es un lugar designado por el censo ubicado en el borough de la Bahía de Bristol en el estado estadounidense de Alaska. En el año 2000 tenía una población de 442 habitantes y una densidad poblacional de 1,0 personas por km².

## Geografía
King Salmon se encuentra ubicada en las coordenadas 58°41′24″N 156°39′38″O / 58.69000, -156.66056.

### Clima
| Parámetros climáticos promedio de King Salmon (1991-2020) | Parámetros climáticos promedio de King Salmon (1991-2020) | Parámetros climáticos promedio de King Salmon (1991-2020) | Parámetros climáticos promedio de King Salmon (1991-2020) | Parámetros climáticos promedio de King Salmon (1991-2020) | Parámetros climáticos promedio de King Salmon (1991-2020) | Parámetros climáticos promedio de King Salmon (1991-2020) | Parámetros climáticos promedio de King Salmon (1991-2020) | Parámetros climáticos promedio de King Salmon (1991-2020) | Parámetros climáticos promedio de King Salmon (1991-2020) | Parámetros climáticos promedio de King Salmon (1991-2020) | Parámetros climáticos promedio de King Salmon (1991-2020) | Parámetros climáticos promedio de King Salmon (1991-2020) | Parámetros climáticos promedio de King Salmon (1991-2020) |
| Mes                                                       | Ene.                                                      | Feb.                                                      | Mar.                                                      | Abr.                                                      | May.                                                      | Jun.                                                      | Jul.                                                      | Ago.                                                      | Sep.                                                      | Oct.                                                      | Nov.                                                      | Dic.                                                      | Anual                                                     |
| --------------------------------------------------------- | --------------------------------------------------------- | --------------------------------------------------------- | --------------------------------------------------------- | --------------------------------------------------------- | --------------------------------------------------------- | --------------------------------------------------------- | --------------------------------------------------------- | --------------------------------------------------------- | --------------------------------------------------------- | --------------------------------------------------------- | --------------------------------------------------------- | --------------------------------------------------------- | --------------------------------------------------------- |
| Temp. máx. abs. (°C)                                      | 11.7                                                      | 13.9                                                      | 15                                                        | 20.6                                                      | 29.4                                                      | 31.1                                                      | 31.7                                                      | 28.9                                                      | 24.4                                                      | 19.4                                                      | 13.3                                                      | 12.2                                                      | '                                                         |
| Temp. máx. media (°C)                                     | -4.7                                                      | -1.4                                                      | -0.1                                                      | 6.9                                                       | 12.9                                                      | 16.7                                                      | 18.1                                                      | 17.4                                                      | 13.5                                                      | 6.6                                                       | -0.1                                                      | -3.5                                                      | 6.8                                                       |
| Temp. media (°C)                                          | -8.6                                                      | -5.5                                                      | -4.7                                                      | 2.2                                                       | 7.6                                                       | 11.6                                                      | 13.7                                                      | 13.2                                                      | 9.3                                                       | 2.4                                                       | -3.9                                                      | -7.4                                                      | 2.5                                                       |
| Temp. mín. media (°C)                                     | -12.3                                                     | -9.6                                                      | -9.3                                                      | -2.4                                                      | 2.3                                                       | 6.4                                                       | 9.4                                                       | 8.9                                                       | 5                                                         | -1.7                                                      | -7.7                                                      | -11.4                                                     | -1.9                                                      |
| Temp. mín. abs. (°C)                                      | -44.4                                                     | -41.7                                                     | -41.1                                                     | -28.3                                                     | -15.6                                                     | -2.8                                                      | -0.6                                                      | -3.9                                                      | -9.4                                                      | -24.4                                                     | -33.3                                                     | -38.9                                                     | '                                                         |
| Precipitación total (mm)                                  | 23.6                                                      | 23.1                                                      | 19.3                                                      | 26.4                                                      | 36.6                                                      | 46.5                                                      | 62.5                                                      | 82.8                                                      | 86.4                                                      | 58.7                                                      | 43.7                                                      | 35.1                                                      | 544.6                                                     |
| Nevadas (cm)                                              | 21.8                                                      | 18.3                                                      | 18.3                                                      | 11.2                                                      | 1.5                                                       | 0                                                         | 0                                                         | 0                                                         | 0                                                         | 6.4                                                       | 17                                                        | 25.9                                                      | 120.4                                                     |
| Días de precipitaciones (≥ 0.01 in)                       | 10.0                                                      | 10.1                                                      | 9.2                                                       | 10.8                                                      | 12.3                                                      | 14.4                                                      | 16.2                                                      | 17.1                                                      | 18.0                                                      | 14.7                                                      | 13.2                                                      | 12.9                                                      | 158.9                                                     |
| Días de nevadas (≥ 0.1 in)                                | 8.2                                                       | 8.3                                                       | 8.1                                                       | 4.8                                                       | 0.7                                                       | 0.0                                                       | 0.0                                                       | 0.0                                                       | 0.1                                                       | 2.7                                                       | 7.4                                                       | 9.9                                                       | 50.2                                                      |
| Fuente: NOAA                                              |                                                           |                                                           |                                                           |                                                           |                                                           |                                                           |                                                           |                                                           |                                                           |                                                           |                                                           |                                                           |                                                           |

## Demografía
Según la Oficina del Censo en 2000 los ingresos medios por hogar en la Lugar designado por el censo eran de $54.375, y los ingresos medios por familia eran $64.375. Los hombres tenían unos ingresos medios de $45.000 frente a los $35.500 para las mujeres. La renta per cápita para el lugar designado por el censo era de $26.755. Alrededor del 12,4% de la población estaban por debajo del umbral de pobreza.